# レイジ・アゲインスト・ザ・マシーン
レイジ・アゲインスト・ザ・マシーン（英: Rage Against the Machine）は、アメリカ合衆国のロックバンド。 1990年にカリフォルニア州ロサンゼルスで結成された。英語圏ではRATM、日本においてはレイジという略称で呼ばれる。
「レッド・ツェッペリンとパブリック・エナミーの融合」と呼ばれる特徴的なサウンドと、マルコムX、チェ・ゲバラ、マーチン・ルーサー・キング・ジュニアなどから思想的影響を受けた政治メッセージを持つ歌詞が特徴。彼らのライヴにおいてはしばしばゲバラの肖像画が掲げられ、アンプの前などに星条旗が逆さまに吊るされた。また、ムミア・アブ＝ジャマールの釈放を求めたり、無料の反戦コンサートを開いたりするなど、音楽の枠にとどまらず実際に政治活動も行っている。
2000年に解散したが、2007年に再結成を果たすも2011年のライブ以降は再び活動を休止状態となる。2020年3月〜4月に再結成ライブを計5公演行う予定との情報が公式Instagramにより発表されたが、新型コロナウイルス感染症の流行により2021年6月に延期。その後も幾度か新型コロナの影響で復活ライブの延期を余儀なくされていたが、2022年7月9日にアメリカ・ウィスコンシンで11年ぶりの復活ライブを行った。

## 来歴
1991年、ザック・デ・ラ・ロッチャ（ボーカル）、トム・モレロ（ギター）、ティム・コマーフォード（ベース）、ブラッド・ウィルク（ドラム）の四人によって結成される。翌1992年に12曲入りのデモテープを制作し、約5000本を売る。これによりレコード会社の関心を集め、「創作活動の最大限の自由」を条件にエピック・レコードと契約。先のデモテープに収録された曲を中心にデビューアルバムのレコーディングに入る。
同年11月3日、一作目となる『レイジ・アゲインスト・ザ・マシーン』を発表。過激で政治的な歌詞をラップするボーカル、ブラッシングやスイッチング奏法などを駆使した変態的なギター、重いグルーヴを醸し出すリズム隊によるサウンドは、のちのミクスチャー・ロック、オルタナティブ・ロックの先駆けとなった。また、アルバムのジャケットには抗議の焼身自殺をするティック・クアン・ドックの衝撃的な写真が使われた。同作は500万枚のセールスを記録し、90年代ロックの金字塔として評価される名盤となった。
4年後の1996年4月には二作目『イーヴィル・エンパイア』をリリース。ビルボード1位を記録。1999年にはウッドストック 1999に出演し、「キリング・イン・ザ・ネーム」の演奏中に逆さに吊るした星条旗を燃やした。同年には三作目となる『バトル・オブ・ロサンゼルス』を発表。収録曲「スリープ・ナウ・イン・ザ・ファイア」のPVの監督にマイケル・ムーアを起用した。
2000年にボーカルのザックが脱退したことに伴い解散。ザック以外の3人は、サウンドガーデンのクリス・コーネルと共にオーディオスレイヴを結成したが、2007年に活動休止。なお、レイジが活動休止中の2001年に起きた9.11テロの後、歌詞の内容が問題となったことでアメリカのラジオ局はバンドの全楽曲の放送が一時的に自粛された。
2007年1月23日に、コーチェラ・フェスティバルで復活。そのまま世界ツアーを展開し、翌年2月には8年ぶりの来日公演を行なっている。
2012年には『レイジ・アゲインスト・ザ・マシーン』の20周年記念盤がリリースされたものの、かねてより噂になっていた新作の発表の可能性はトムによって否定されている。
2022年8月11日、7月11日のシカゴ公演中にザック・デ・ラ・ロッチャが足のアキレス腱を負傷
し、その後に予定されていたアメリカでのツアーは椅子に座って行っていたが、医師から忠告を受けたため、8月24日から開始予定であったヨーロッパ・ツアーの中止を発表した。2022年10月には、デ・ラ・ロッチャが怪我を負った際に損傷を受けなかったアキレス腱は全体の8%しかなく回復に時間が必要であるとの理由から、2023年2月から開始予定であった北米ツアーの中止を発表した。
2022年12月14日、ベースのティム・コマーフォードが前立腺ガンの診断を公表。
2023年5月3日、Rock & Roll Hall of Fame Foundationより、レイジ・アゲインスト・ザ・マシーンのロックの殿堂入り（パフォーマー部門）が発表された。

## エピソード
彼らの代表曲でもあるKilling In The Nameは当初インストゥルメンタルつまり楽器のみの曲であった。しかし、レイジ・アゲインスト・ザ・マシーンがカリフォルニア州立大学ノースリッジ校にて公に初めてのパフォーマンスを行った際、メンバーがKilling In The Nameのインストゥルメンタル・バージョンでライヴを始めると、ザックが歌詞を加え歌い始め、それが歌詞として定着し現在の完成形となった。

## メンバー
※各メンバーの詳細については、各項目を参照。
- ザック・デ・ラ・ロッチャ（Zack de la Rocha、1970年1月12日 - ）（55歳） - ヴォーカル
- トム・モレロ（Tom Morello、1964年5月30日 - ）（61歳） - ギター
- ティム・コマーフォード（Tim Commerford、1968年2月26日 - ）（57歳） - ベース
- ブラッド・ウィルク（Brad Wilk、1968年9月5日 - ）（56歳） - ドラムス

## ディスコグラフィー

### スタジオ・アルバム
| 年                                        | タイトル                  | アルバム詳細                                                                                  | チャート最高位 | チャート最高位 | チャート最高位 | チャート最高位 | チャート最高位 | チャート最高位 | チャート最高位 | チャート最高位 | チャート最高位 | チャート最高位 | チャート最高位 | チャート最高位 | 認定                                                                |
| 年                                        | タイトル                  | アルバム詳細                                                                                  | US             | AUS            | AUT            | CAN            | FIN            | FRA            | GER            | NLD            | NZ             | SWE            | SWI            | UK             | 認定                                                                |
| ----------------------------------------- | ------------------------- | --------------------------------------------------------------------------------------------- | -------------- | -------------- | -------------- | -------------- | -------------- | -------------- | -------------- | -------------- | -------------- | -------------- | -------------- | -------------- | ------------------------------------------------------------------- |
| 1992                                      | Rage Against the Machine  | - 発売日: 1992年11月6日 - レーベル: Epic - フォーマット: CD, LP, cassette                     | 45             | 12             | —              | —              | —              | —              | 22             | 5              | 9              | 22             | 16             | 17             | - US: 3× プラチナ - AUS: ゴールド - CAN: プラチナ - UK: 2× プラチナ |
| 1996                                      | Evil Empire               | - 発売日: 1996年4月16日 - レーベル: Epic - フォーマット: CD, LP, cassette - 全米売上: 300万枚 | 1              | 2              | 2              | 4              | 5              | 1              | 2              | 4              | 3              | 1              | 4              | 4              | - US: 3× プラチナ - CAN: プラチナ - UK: ゴールド                    |
| 1999                                      | The Battle of Los Angeles | - 発売日: 1999年11月2日 - レーベル: Epic - フォーマット: CD, LP, cassette - 全米売上: 200万枚 | 1              | 2              | 17             | 1              | 2              | 10             | 7              | 28             | 1              | 4              | 15             | 23             | - US: 2× プラチナ - AUS: プラチナ - CAN: 2× プラチナ - UK: ゴールド |
| 2000                                      | Renegades                 | - 発売日: 2000年12月5日 - レーベル: Epic - フォーマット: CD, LP, cassette                     | 14             | 10             | 66             | 13             | 25             | —              | 47             | —              | —              | —              | 49             | 71             | - US: プラチナ - AUS: プラチナ - UK: ゴールド                       |
| "—"は未発売またはチャート圏外を意味する。 |                           |                                                                                               |                |                |                |                |                |                |                |                |                |                |                |                |                                                                     |

## 来日公演
- 1997年 フジ・ロック・フェスティバル'97

7月26日 富士天神山スキー場
- 1999年 フジ・ロック・フェスティバル'99

7月30日 苗場スキー場
- 2000年

6月24日・25日 幕張メッセ国際展示場、27日 マリンメッセ福岡、28日 大阪城ホール
- 2008年

2月7日 大阪城ホール、2月9日・10日 幕張メッセ